# Фортеця Камбамбе
Фортеця Камбамбе (Kambambe, або Cambambe) — історична фортеця, побудована португальськими колонізаторами на східному березі річки Кванза в Камбамбе у провінції Північна Кванза, Ангола.

## Історія
Фортеця Камбамбе була побудована в 1604 р. губернатором Жоао де Ленкастре як пункт підтримки завоювання та проникнення на ангольську територію через річку Кванза. Дата побудови — 1604, або, згідно з фронтоном над вхідними дверима — 1691. Окупація Камбамбе була дуже дорогою для Португалії через опір, який місцеве населення чинило іноземній владі. Окрім збройної присутності Португалії, фортеця використовувалася для зберігання в'язнів та товарів, які очікували відправки в Америку. Камбамбе був важливим центром нелегальної діяльності та торгівлі рабами. Звідси португальці організовували напади на довколишні села з метою захоплення рабів. Фортеця Камбамбе була віднесена до національної пам'ятки провінційним указом № 67 від 30 травня 1925 року. Пізніше вона почала руйнуватися і зараз є державною власністю. На даний момент Міністерство культури Анголи несе відповідальність за її підтримання та збереження

## Структура
Фортеця Кабамбе була побудована у формі квадрата з бастіонами в чотирьох кутах та входом по лініях бароко, за зразком військового мистецтва 17 століття. Фронтон вхідних воріт позначений датою 1691 р. і увінчаний гербом. Раніше його захищали гармати з бронзи та заліза.

## Статус всесвітньої спадщини
22 листопада 1996 року фортеця Кабамбе була внесена до попереднього списку об'єктів всесвітньої спадщини ЮНЕСКО в категорії «Культура».

## Зображення
Фортеця: Кабамбе, Кабамбе, Кванза, Ангола .